# Centrale thermique d'Ugljevik
La centrale thermique d'Ugljevik est une centrale thermique en Bosnie-Herzégovine.

## Histoire
En janvier 2013, la China Power Engineering Consulting Group Corporation signe un accord avec Comsar Energy pour lancer le projet de développement de la centrale Ugljevik III qui doit porter sa production électrique à 600 mégawatts, mais des conflits liés aux risques écologiques de ce projet en ont bloqué le développement pendant plusieurs années. Comsar a investi plus de 50 millions d'euro dans la centrale d'Ugljevik depuis son entrée dans le projet et jusqu'en 2013.
L'usine a également fait l'objet d'une enquête de la part de la convention du comité d'implémentation Espoo pour les impacts écologiques transfrontaliers liés à ses opérations.
En août 2018, Comsar Energy exprime le souhait de quitter le projet Ugljevik. En juin 2019, Elektroprivreda Republike Srpske annonce son intention potentielle de reprendre les parts de Comsar dans Ugljevik. En décembre 2019, la centrale achève un plan de désulfurisation de trois ans qui visent à réduire ses émissions de gaz carboniques de manière significative. 80 millions d'euros ont été investis dans ce projet qui permet à la centrale de s'aligner avec les normes européennes,.

## Description
La centrale est alimentée avec le charbon des mines de Delići, Peljave-Tobut, Blajak et Ugljevik-Istok.
La centrale est exploitée en concession par l'entreprise de l'homme d'affaires russe Rashid Sardarov, Comsar Energy.